# Luis Daniel Vallejos
Luis Daniel Vallejos Obregón (Nicoya, 27 de mayo de 1981) es un exfutbolista costarricense que jugó como defensa central.

## Participaciones internacionales

### Copas del Mundo
| Mundial                | Sede                | Resultado        |
| ---------------------- | ------------------- | ---------------- |
| Mundial Sub-20 de 2001 | Argentina           | Octavos de final |
| Mundial 2002           | Corea del Sur Japón | Primera ronda    |

### Copas Oro
| Copa          | Sede           | Resultado  |
| ------------- | -------------- | ---------- |
| Copa Oro 2002 | Estados Unidos | Subcampeón |

### Copas Centroamericanas
| Copa            | Sede   | Resultado |
| --------------- | ------ | --------- |
| Copa Uncaf 2003 | Panamá | Campeón   |

### Juegos Olímpicos
| Juegos                   | Sede   | Resultado     |
| ------------------------ | ------ | ------------- |
| Juegos Olímpicos de 2004 | Atenas | Primera ronda |

## Clubes
| Club               | País       | Año         |
| ------------------ | ---------- | ----------- |
| C.S Herediano      | Costa Rica | 2000-2008   |
| Puntarenas F.C     | Costa Rica | 2009        |
| C.S Herediano      | Costa Rica | 2009        |
| Santos de Guápiles | Costa Rica | 2010-2011   |
| A.D Guanacasteca   | Costa Rica | 2012-2013   |
| Deportivo Ayutla   | Guatemala  | 2013-2014   |
| Puntarenas F.C     | Costa Rica | 2014 - 2016 |
| Municipal Grecia   | Costa Rica | 2016-2018   |

## Palmarés

### Títulos nacionales
| Título                         | Club             | País       | Año  |
| ------------------------------ | ---------------- | ---------- | ---- |
| Segunda División de Costa Rica | Municipal Grecia | Costa Rica | 2017 |

### Títulos internacionales
| Título               | Equipo                  | Sede   | Año  |
| -------------------- | ----------------------- | ------ | ---- |
| Copa Centroamericana | Selección de Costa Rica | Panamá | 2003 |